# Belorețk
Belorețk (ru. Белорецк) este un oraș din Republica Bașchiria, Federația Rusă și are o populație de 71.093 locuitori.